# Дирфилд (тауншип, округ Стил, Миннесота)
Дирфилд (англ. Deerfield) — тауншип в округе Стил, Миннесота, США. На 2000 год его население составило 693 человека.

## География
По данным Бюро переписи населения США площадь тауншипа составляет 93,0 км², из которых 92,2 км² занимает суша, а 0,8 км² — вода (0,89 %).

## Демография
По данным переписи населения 2000 года здесь находились 693 человека, 228 домохозяйств и 189 семей.  Плотность населения —  7,5 чел./км².  На территории тауншипа расположено 233 постройки со средней плотностью 2,5 постройки на один квадратный километр. Расовый состав населения: 98,12 % белых, 0,29 % азиатов, 0,58 % — других рас США и 1,01 % приходится на две или более других рас. Испанцы или латиноамериканцы любой расы составляли 1,59 % от популяции тауншипа.
Из 228 домохозяйств в 43,4 % воспитывались дети до 18 лет, в 75,9 % проживали супружеские пары, в 3,1 % проживали незамужние женщины и в 17,1 % домохозяйств проживали несемейные люди. 14,0 % домохозяйств состояли из одного человека, при том 4,8 % из — одиноких пожилых людей старше 65 лет. Средний размер домохозяйства — 3,04, а семьи — 3,37 человека.
32,6 % населения — младше 18 лет, 8,5 % — в возрасте от 18 до 24 лет, 28,4 % — от 25 до 44, 23,1 % — от 45 до 64, и 7,4 % — старше 65 лет. Средний возраст — 33 года. На каждые 100 женщин приходилось 106,3 мужчин.  На каждые 100 женщин старше 18 приходилось 108,5 мужчин.
Средний годовой доход домохозяйства составлял 52 727 долларов, а средний годовой доход семьи —  56 333 доллара. Средний доход мужчин —  35 893  доллара, в то время как у женщин — 22 917. Доход на душу населения составил 17 872 доллара. За чертой бедности находились 1,6 % семей и 3,0 % всего населения тауншипа, из которых 3,8 % младше 18 и 5,1 % старше 65 лет.